# سن-پیر، کبک
سن-پیر (به فرانسوی: Saint-Pierre) روستایی در منطقه شهری ژولیت ناحیه لانودییر در استان کبک کانادا است. در سرشماری سال ۲۰۱۱ این روستا ۳۲۵ نفر جمعیت داشته‌است و مساحت آن ۱۰٫۶ کیلومتر مربع است.